# Église Sainte-Croix de Canillo
L'église Sainte-Croix (catalan : església de Santa Creu) est une église de le village et la paroisse de Canillo, en Andorre.

## Description
L'église a été construite à la fin du XVIIe siècle et au début du XVIIIe siècle. La première référence documentaire date de 1712. Sur le retable baroque figure la date 1739. Depuis 2003, l'église est protégée comme bien d'intérêt culturel. En 2004 elle a été restaurée.
L'église de la Sainte Croix a été construite à la sortie de la ville à côté de la rivière Valira d'Orient, à l'intersection de l'axe de l'ancienne route de Prats avec l'axe de la carrer Mayor qui se termine par l'église paroissiale Sant Serni. C'était un lieu de passage obligé, car à l'intersection de la ville et des prairies et champs cultivés et donc symboliquement c'est un lieu de prière, de halte et d'abri.
C'est un petit bâtiment dans le style d'architecture religieuse populaire de l'époque baroque.
Il est constitué d'une nef et d'une abside rectangulaires avec un toit à pignon unique, avec un petit clocher-mur intégrant une cloche et un porche sur la façade principale. Les toitures de la nef, de l'abside et du porche sont recouvertes de dalles d'ardoise. Sur la façade principale, au nord-ouest, la porte de l'église s'ouvre sur un arc en plein cintre flanqué de deux fenêtres et protégé par un porche.
À l'intérieur, la nef est blanchie à la chaux, le sol est pavé de dalles d'ardoise. L'abside présente un retable dédié à la Passion du Christ. La figure du Christ est absente, et celles de Marie à sa droite et de saint Jean l'Évangéliste à sa gauche sont réalisées en haut-relief. Sur le fronton du retable se trouve une représentation de Dieu le Père avec sa main droite en position de bénir. 
L'Exaltation de la Sainte-Croix y est fêtée le 14 septembre.